# الشرط اللازم
الشرط اللازم (لاتينية:Sine qua non) هو تعبير علمي وقانوني يُشير إلى شرط يُحتّم وجوده للأخذ بفرضية ما، وبغياب هذا الشرط تعتبر الفرضية غير صائبة.